# Jennifer Lien
Jennifer Ann Lien (ur. 24 sierpnia 1974 w Palos Heights, Illinois) – amerykańska aktorka.

## Filmografia

### Filmy
- 1990: Baby Blood jako Yanka (głos)
- 1998: Więzień nienawiści (American History X) jako Davina Vinyard
- 1998: Punki z Salt Lake City (SLC Punk!) jako Sandy
- 2001: Rubbernecking jako pielęgniarka

### Seriale
- 1990: Brewster Place jako studentka Akademii Muzycznej
- 1991–1992: Inny świat (Another World) jako Hannah Moore
- 1993–1994: Phenom jako Roanne
- 1994: The Critic jako Valerie Fox
- 1995: Inside the New Adventure – Star Trek: Voyager jako ona sama
- 1995–2000: Star Trek: Voyager (Star Trek: Voyager) jako Kes
- 1996: Duckman jako aktorka (głos)
- 1996: Prawdziwe przygody Jonny’ego Questa (The Real Adventures of Jonny Quest) jako Elise (głos)
- 1996: Star Trek: 30 Years and Beyond jako ona sama/Kes
- 1996: Superman (Superman: The Animated Series) jako Inza Nelson (głos)
- 1997–2000: Faceci w czerni (Men in Black: The Series) jako Elle (głos)
- 2000: Król lew II: Czas Simby (The Lion King II: Simba’s Pride) jako dorosła Vitani (głos)